# Antonio María Taboada
Antonio María Taboada de Paz y Figueroa (1787-1873) fue un político argentino, miembro de la familia Taboada.
Nacido en Santiago del Estero durante la etapa del Virreinato del Río de la Plata, era hijo de Ramón Antonio Gil Taboada, un comerciante cuyo negocio heredó, y Francisca Luisa de Paz y Figueroa, hija del gobernador provincial. Cursó estudios de teología que no llegó a completar para hacerse cargo del negocio familiar.  Junto a sus hermanos Juan Tomás, Leandro, Ana María y Sebastiana, era miembro de la élite social santiagueña. Se casó con Felipa Paz, hija de Juan Bautista Paz, con la que tuvo una hija llamada igual.
Participó activamente en la Revolución de Mayo de 1810 que llevó a la independencia de Argentina. En el naciente estado, fue alcalde de segundo voto de Buenos Aires en 1815.
Ese mismo año es nombrado Capitán del Primer Escuadrón de Milicias Regladas de Caballería en su provincia natal. Descontento con la situación política resultante,  participó en la represión de sublevación autonomista de Borges en Santiago del Estero, que consideraban obra de las élites criollas. Bernabé Aráoz le nombró jefe militar de la provincia en reemplazo de Pedro Domingo Isnardi en el marco de las luchas de poder entre la Intendencia de San Miguel de Tucumán y las élites autonomistas de Santiago del Estero.  
A partir de 1820 fue reconvirtiéndose en político, siendo considerado unitario.Fue alcalde de primer voto en Santiago del Estero, miembro por esa provincia del congreso que redactó la Constitución Argentina de 1826 y senador en 1857.
A la muerte de su esposa retomó su carrera religiosa, siendo ordenado sacerdote en 1845. Murió en Rosario en 1873.